# Fallacia dell'interpretazione delle osservazioni

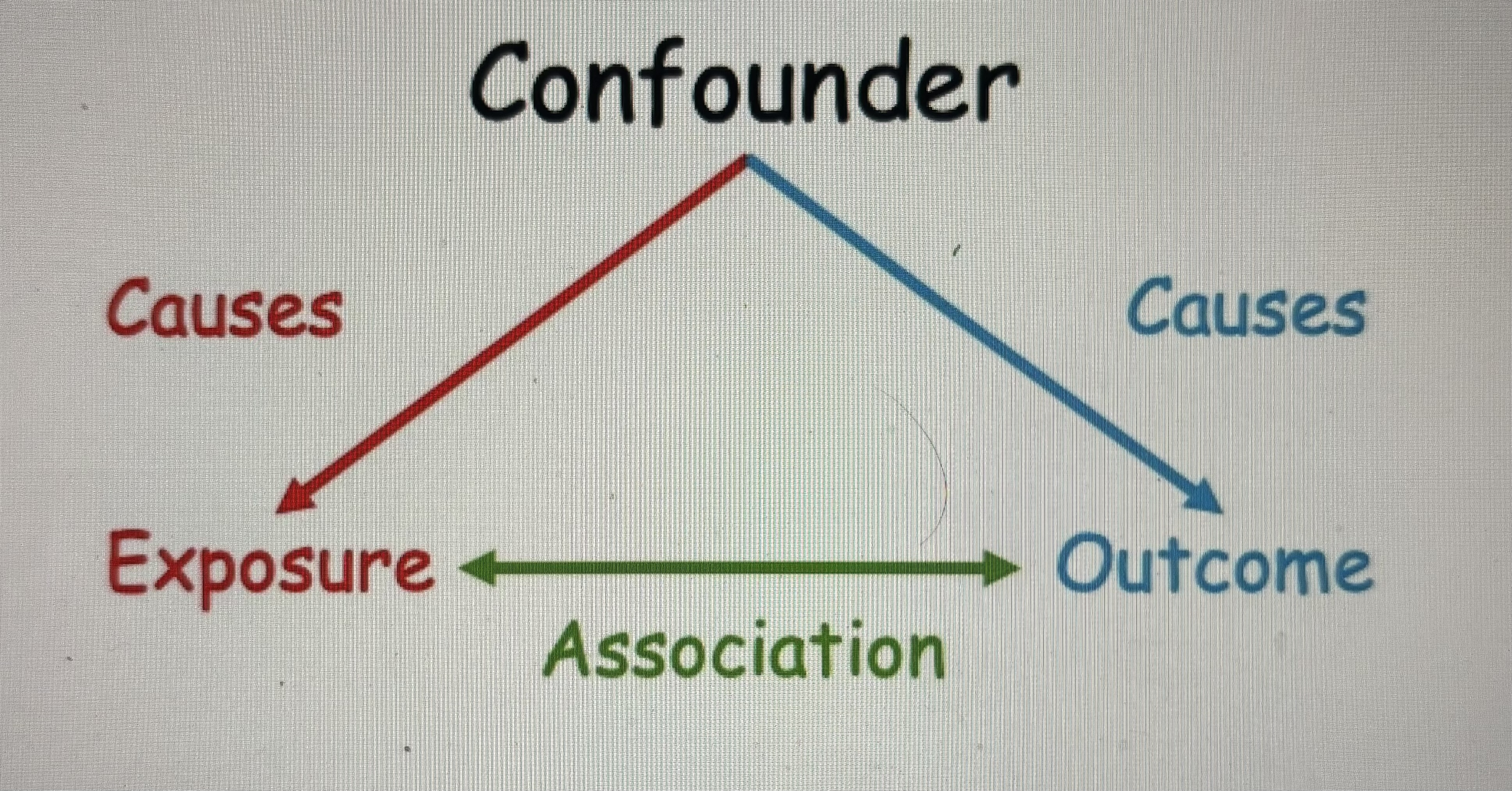

La fallacia dell'interpretazione delle osservazioni (anche nota con la locuzione inglese observational interpretation fallacy) è un bias cognitivo per cui le associazioni identificate negli studi osservazionali vengono interpretate erroneamente come relazioni causali. Questa errata interpretazione spesso influenza le politiche sanitarie, le linee guida e la pratica medica, talvolta a scapito della sicurezza del paziente e dell’allocazione delle risorse.
Il termine è stato introdotto in uno studio pubblicato sul Journal of Evaluation in Clinical Practice nel 2024. I ricercatori hanno evidenziato diversi esempi storici in cui le decisioni basate su dati osservazionali hanno influenzato la pratica medica, per poi essere smentite da studi clinici randomizzati (RCT). Questo fenomeno mette in luce le sfide nel distinguere tra correlazione e causalità, specialmente quando mancano rigorosi controlli sperimentali.

## Il ruolo di bias cognitivi
Nel campo della ricerca medica, è essenziale distinguere tra associazione e causalità per formulare conclusioni precise e adottare decisioni consapevoli. L'associazione rappresenta un legame statistico tra due variabili, mentre la causalità indica che una variabile ha un effetto diretto sull'altra. Confondere queste due relazioni può determinare gravi errori nelle decisioni cliniche e nelle politiche di sanità pubblica.
Una delle principali difficoltà negli studi osservazionali riguarda la distorsione causata dai fattori confondenti. Un effetto confondente si verifica quando una variabile non considerata o non misurata influisce sia sull'esposizione sia sull'esito, generando una falsa percezione di una relazione causale. Un esempio emblematico è rappresentato dagli studi che associavano il fumo a tassi più elevati di suicidio. In questi casi, si osservava che i fumatori erano sovrarappresentati tra le persone che si erano suicidate, portando all'ipotesi che il fumo potesse essere un fattore di rischio per comportamenti suicidari. Tuttavia, analisi più approfondite hanno dimostrato che tale associazione era probabilmente influenzata da fattori confondenti, come disturbi di salute mentale più comuni tra i fumatori. Condizioni come depressione e ansia potrebbero infatti contribuire separatamente sia all'abitudine al fumo sia a un rischio maggiore di suicidio, creando così un'apparente relazione causale tra fumo e suicidio.
I bias cognitivi possono intensificare l'errata interpretazione dei dati osservazionali. Tali bias spingono ricercatori, medici e responsabili delle politiche a focalizzarsi su informazioni che confermano le loro convinzioni preesistenti, trascurando evidenze contrarie. Questo meccanismo genera un circolo vizioso in cui conclusioni iniziali, spesso basate su dati osservazionali distorti, vengono rafforzate da interpretazioni selettive o da un uso inappropriato del linguaggio causale. Anche termini tecnici come "associazione", sebbene corretti, possono essere fraintesi come indicativi di causalità, aggravando ulteriormente la situazione. Un esempio rilevante è la fallacia post hoc ergo propter hoc, espressione latina che significa "dopo questo, quindi a causa di questo". Questo errore logico si verifica quando si interpreta una successione temporale come prova di una relazione causale, portando alla falsa convinzione che un evento sia la causa di un altro solo perché lo precede. Tale ragionamento è fuorviante poiché può ignorare variabili fondamentali che spiegano i risultati osservati.
Un elemento cruciale è il bias di conferma, che causa deviazioni sistematiche dal ragionamento oggettivo. Questo tipo di bias spinge le persone a privilegiare le informazioni che confermano le proprie convinzioni, mentre tendono a ignorare o minimizzare le evidenze contrastanti. Ad esempio, i ricercatori potrebbero interpretare in modo selettivo dati ambigui per rafforzare le proprie ipotesi, consolidando idee iniziali anche di fronte a prove che le smentiscono. Questa interpretazione distorta alimenta un ciclo vizioso in cui conclusioni errate continuano a persistere, nonostante siano messe in discussione o smentite da nuove evidenze.
La fallacia dell'interpretazione delle osservazioni è un bias cognitivo che porta a considerare erroneamente le correlazioni emerse dagli studi osservazionali come prove di un rapporto causale. Questa distorsione può avere un impatto rilevante sulle linee guida cliniche e sulle pratiche sanitarie, mettendo a rischio la sicurezza dei pazienti e ostacolando una gestione efficace delle risorse. Tale errore si verifica frequentemente quando vengono ignorati i limiti intrinseci degli studi osservazionali, come la presenza di fattori confondenti e l'assenza di interventi controllati, nel tentativo di tradurre rapidamente i risultati nella pratica clinica.
Essa si distingue dai bias cognitivi individuali perché incide sul giudizio collettivo della comunità scientifica. Questo tipo di errore non nasce unicamente dall'osservazione di eventi concomitanti, ma anche da un'interpretazione distorta di tali osservazioni nella letteratura scientifica. Di conseguenza, questa fallacia può contribuire all'adozione di pratiche cliniche e linee guida basate su evidenze non supportate da prove solide e rigorosamente verificate.
Diversamente dai bias individuali, come il pregiudizio di conferma, questa la fallacia agisce su una scala più ampia, condizionando l'indirizzo della ricerca medica e l'applicazione degli interventi sanitari. Questa fallacia, influenzando il consenso scientifico e orientando le decisioni politiche, può consolidare interpretazioni distorte dei dati osservazionali, generando conseguenze estese sulla pratica clinica e sulla distribuzione delle risorse sanitarie.

## Esempi
La letteratura scientifica ha documentato sedici casi rilevanti in cui un'errata interpretazione dei dati osservazionali ha determinato effetti significativi sulla pratica clinica e sulle politiche sanitarie. Questi esempi evidenziano come conclusioni affrettate, basate su associazioni non verificate, possano influenzare negativamente le decisioni mediche e la gestione delle risorse sanitarie.

### Bendectina e difetti alla nascita
Tra il 1956 e il 1983, la Bendectina fu ampiamente prescritta negli Stati Uniti, raggiungendo un picco d'uso pari a circa il 25% delle donne in gravidanza. Tuttavia, nel 1980, alcuni studi osservazionali associarono erroneamente il farmaco a malformazioni congenite, suscitando allarme pubblico e innescando numerose azioni legali contro il produttore, Merrell. Le controversie legali portarono a un'impennata dei costi assicurativi dell'azienda, saliti a 10 milioni di dollari annui, ben oltre i 3 milioni di dollari di ricavi generati dal farmaco. Questa pressione economica spinse Merrell a ritirare la Bendectina dal mercato.
La rimozione della Bendectina dal mercato ha avuto effetti significativi: i ricoveri ospedalieri per nausea gravidica sono raddoppiati, sottolineando l’efficacia distintiva del farmaco. Anni dopo, studi più approfonditi hanno confutato le accuse di effetti teratogeni e, nel 2014, la FDA ha nuovamente approvato l’uso della Bendectina, riconoscendone la sicurezza ed efficacia.

### Terapia ormonale sostitutiva (TOS) e malattie cardiovascolari
Uno degli esempi più significativi di errata interpretazione dei dati osservazionali riguarda la diffusione della terapia ormonale sostitutiva per mitigare i sintomi della menopausa e prevenire le malattie cardiovascolari. Questa pratica si è diffusa sulla base di studi osservazionali che indicavano una minore incidenza di patologie cardiache tra le donne che assumevano la terapia ormonale sostitutiva rispetto a quelle che non la utilizzavano. Tali risultati sono stati erroneamente considerati come prova di un rapporto causale, favorendo un uso esteso della terapia ormonale sostitutiva senza un’adeguata verifica attraverso studi clinici rigorosi.
I primi segnali d’allarme provenienti da studi clinici randomizzati, che mettevano in dubbio i benefici cardiovascolari della terapia ormonale sostitutiva (TOS), furono inizialmente accolti con scetticismo. Tuttavia, il celebre studio randomizzato della Women’s Health Initiative (WHI) ha definitivamente confutato questa convinzione diffusa. I risultati dello studio WHI hanno rivelato che la TOS non solo non protegge dalle malattie cardiovascolari, ma aumenta in modo significativo il rischio di cancro al seno, ictus e trombosi. Questo drastico cambiamento di prospettiva ha imposto una revisione completa delle linee guida cliniche sull’uso della TOS, mettendo in evidenza i pericoli di basare le decisioni sanitarie esclusivamente su dati osservazionali non verificati.

### Integratori antiossidanti e prevenzione del cancro
In passato, i dati osservazionali suggerivano che gli antiossidanti, come le vitamine A, C ed E, potessero ridurre il rischio di sviluppare il cancro, incoraggiando così ampie raccomandazioni per il loro utilizzo come integratori. Tuttavia, studi clinici randomizzati, tra cui il Beta-Carotene and Retinol Efficacy Trial (CARET) e l'Alpha-Tocopherol, Beta-Carotene Cancer Prevention Study (ATBC Study), hanno smentito questi presunti benefici, mostrando addirittura un aumento del rischio di cancro, in particolare del tumore ai polmoni nei fumatori. Queste evidenze hanno portato a una revisione critica delle linee guida sull'integrazione di antiossidanti, sottolineando i rischi di introdurre interventi sanitari basati esclusivamente su studi osservazionali non supportati da prove sperimentali solide.

## L'importanza degli studi clinici randomizzati (RCT)
Gli studi clinici randomizzati e controllati (RCT) rappresentano il punto di riferimento nella ricerca medica per determinare relazioni di causa-effetto. Attraverso l'assegnazione casuale dei partecipanti a un gruppo di intervento o a un gruppo di controllo, gli RCT assicurano una distribuzione equilibrata di variabili come età, condizioni di salute e abitudini di vita. Questo processo di randomizzazione garantisce che l’unica differenza rilevante tra i gruppi sia l’intervento in esame, permettendo così di isolare e valutare accuratamente gli effetti causali. A differenza degli studi osservazionali, che possono solo suggerire associazioni e sono vulnerabili a fattori confondenti, gli RCT offrono evidenze solide riducendo bias e interferenze esterne. Nonostante possano risultare difficili da realizzare per motivi etici, logistici o economici, la loro capacità di valutare con rigore l'efficacia degli interventi li rende il pilastro fondamentale della medicina basata sulle evidenze.